# Denúncia vazia
Denúncia vazia ou denúncia imotivada em direito imobiliário do Brasil, é a retomada de um imóvel por seu locador, depois do término do prazo de locação fixado em contrato por escrito e com o prazo igual ou superior a trinta meses, sem ter que justificar seu pedido, com previsão legal no art. 46, da Lei nº 8.245/91.
O locatário poderá denunciar a locação por prazo indefinido mediante aviso por escrito ao locador, com antecedência mínima de 30 dias. Na falta do aviso, o locador poderá exigir quantia correspondente a um mês de aluguel e encargos, vigente quando da resilição.

## Lei
A lei da denúncia vazia existe desde 20 de dezembro de 1991, sua aplicação no Brasil se baseia no art. 46, § 2º, da Lei 8.245/91 (Lei do Inquilinato):
Art. 46. Nas locações ajustadas por escrito e por prazo igual ou superior a trinta meses, a resolução do contrato ocorrerá findo o prazo estipulado, independentemente de notificação ou aviso.